# Jean Plattard
Jean Plattard  (* 6. April 1873 in Saint-Georges-de-Reneins; † 21. November 1939 in Saint-Georges-de-Reneins) war ein französischer Romanist.

## Leben und Werk
Plattard habilitierte sich als Agrégé bei Abel Lefranc mit den beiden Thèses L'Oeuvre de Rabelais. Sources, invention et composition (Paris 1910, 1967) und (Hrsg.) Le Quart livre de Pantagruel. Edition dite partielle, Lyon, 1548 (Paris 1909). Er lehrte zuerst an der Universität Poitiers, dann an der Sorbonne.

Jean Plattard war der Vater des Diplomaten und Politikers Yves Plattard (1921–2004).

## Schriften (Auswahl)
als Autor
- L'Adolescence de Rabelais en Poitou. Les Belles Lettres, Paris.
- La Renaissance des lettres en France de Louis XII à Henri IV. Colin, Paris 1967 (EA Paris 1925).
- État présent des études rabelaisiennes. Les Belles Lettres, Paris 1927.
- Vie de François Rabelais. Slatkine, Genf 1973 (Nachdr. d. Ausg. Paris 1928).
- Guide illustré au pays de Rabelais. Les Belles Lettres, Paris 1931 (Collection de tourisme littéraire et historique).
- Agrippa d'Aubigné. Une figure de premier plan dans nos lettres de la Renaissance. Vrin, Paris 1975 (EA Paris 1931).
- François Rabelais. Slatkine, Genf 1972 (EA Paris 1932).
- Montaigne et son temps. Slatkine, Genf 1972 (EA Paris 1933)
- État présent des études sur Montaigne. Les Belles Lettres, Paris 1935.
- Marot. Sa carrière poétique. Son œuvre. Slatkine, Genf 1972 (EA Paris 1938)
- La vie et l'oeuvre de Rabelais. Boivin, Paris 1958 (EA Paris 1939).

als Herausgeber
- zusammen mit Abel Lefranc, Jacques Boulenger, Henri Clouzot, Paul Dorveaux und Lazare Sainéan: Oeuvres de François Rabelais. Édition critique. Roches, Paris 1912/22 (5 Bde.)

1. Gargantua.
2. Pantagruel.
3. Des faicts et dicts héroiques de bon Pantagruel.
4. Des faicts et dicts héroique du noble Pantagruel.
5. Lettres et écrits divers.

- Supplément à „l'Histoire universelle“ d'Agrippa d'Aubigné. Champion, Paris 1925
- Anthologie du XVIe siècle français. Nelson Books, London 1930 (EA London 1927).
- Mathurin Régnier: Oeuvres complètes. Les Belles Lettres, Paris 1965 (EA Paris 1930)
- Michel de Montaigne: Essais. Les Belles Lettres, Paris 1946/48 (6 Bde., EA Paris 1931/32).
- zusammen mit Armand Garnier: Agrippa d'Aubigné: Les tragiques. Édition critique. Droz, Paris 1932/34 (4 Bde.).
- Un Etudiant écossais en France en 1665-1666. Journal de voyage de Sir John Lauder. Éditions d'art et d'histoire, Paris 1935.